# Pokrovka (Astrachaňská oblast)
Pokrovka je sídlo vesnického typu (selo) v Achtubinském rajónu Astrachaňské oblasti Ruska. Je sídlem stejnojmenného vesnického okresu.
Nachází se v severovýchodní části Astrachaňské oblasti, na východě Volžsko-Achtubinské nivy a 6 km severozápadně od Achtubinska.

## Historie
V seznamu osídlených míst Ruského impéria se roku 1859 zmiňuje Věrchnyj jako chutor (malá osada) v Carevském ujezdu. Chutor se nacházel 63 verst od města Carev (dnes vesnické sídlo ve Volgogradské oblasti.
Roku 1896 byl zde vystaven chrám na počest Pokrova přesvaté Bohorodice a osada získala statut vesnického sídla. Od názvu chrámu získalo sídlo své současné jméno.